# 시엔시아노
시엔시아노(Cienciano)는 페루 쿠스코를 연고로 하는 축구단이다. 현재는 페루 세군다 디비시온에 참가하고 있다.
1901년 7월 8일에 쿠스코 국립과학학교(Colegio Nacional Ciencias del Cusco)에 재학 중이던 학생들에 의해 창단되었으며 클럽 이름 또한 스페인어로 "과학"을 뜻하는 단어인 시엔시아스(Ciencias)에서 유래된 이름이다.

## 선수 명단

### 현역
- 파올로 우르타도(2023 ~ )

## 같이 보기
- 온세 칼다스